# Vandamia typica
Vandamia typica är en fjärilsart som beskrevs av Van Son 1933. Vandamia typica ingår i släktet Vandamia och familjen trågspinnare. Inga underarter finns listade i Catalogue of Life.